# Limonia elephantella
Limonia elephantella là một loài ruồi trong họ Limoniidae. Chúng phân bố ở miền Australasia.